# Lớp vỏ (địa chất)

Mặt cắt của Trái Đất từ lõi tới tầng ngoài (quyển ngoài) của khí quyển.
1. Crust-Lớp vỏ (địa chất)
2. Upper Mantle-Quyển Manti trên
3. Mantle-Quyển Manti dưới
4. Outer core-Lõi ngoài
5. Inner core-Lõi trong

Trong địa chất học, lớp vỏ là một phần của thạch quyển và là lớp ngoài cùng của hành tinh. Nói chung, lớp vỏ các hành tinh là hỗn hợp của các chất ít đậm đặc hơn so với các lớp sâu bên trong của chúng. Lớp vỏ Trái Đất là hỗn hợp chủ yếu của đá bazan và granit. Nó nguội và cứng hơn so với các lớp ở sâu hơn của lớp phủ và lõi.

## Cấu trúc
Trên các hành tinh nóng chảy một phần, chẳng hạn như Trái Đất, thạch quyển trôi nổi trên các lớp lỏng bên trong. Do phần bên trên của lớp phủ là nóng chảy một phần (quyển astheno), nên thạch quyển có thể bị chia cắt ra thành nhiều mảng kiến tạko dkeeo có sự dịch chuyển theo thời gian. Lớp vỏ của đáy biển là khác biệt đáng kể với lớp vỏ của lục địa.
Vỏ của Trái Đất thì chia ra hai phần tách biệt:
- Lớp vỏ đại dương (quyển sima) dày từ 5 tới 10 km và chủ yếu là đá bazan nặng và sẫm màu.
- Lớp vỏ lục địa (quyển sial) dày từ 20 tới 50 km và chủ yếu chứa các loại đá nhẹ hơn.

Thể tích lớp vỏ Trái Đất nhỏ hơn 1% thể tích Trái Đất. Nhiệt độ lớp vỏ nằm trong khoảng từ nhiệt độ không khí bề mặt tới khoảng 1000 °C ở gần phần trên lớp phủ.

## Thành phần lớp vỏ Trái Đất
Các thành phần đá của lớp vỏ Trái Đất gần như tất cả là các oxide. Các thành phần như clo, lưu huỳnh và flo là các ngoại lệ quan trọng duy nhất đối với thành phần này và tổng khối lượng của chúng trong bất kỳ loại đá nào thông thường đều nhỏ hơn 1%. F. W. Clarke đã tính toán rằng gần 47% khối lượng lớp vỏ Trái Đất là oxy. Nguyên tố này có mặt trong các oxide, chủ yếu là của silic, nhôm, sắt, calci, magiê, kali và natri. Silica là thành phần quan trọng chính của lớp vỏ, có mặt trong các khoáng vật silicat, là khoáng vật phổ biến nhất trong các loại đá mácma và đá biến chất. Từ tính toán dựa trên 1.672 phân tích các loại đá, Clarke đưa ra thành phần phần trăm trung bình theo khối lượng như sau:
| Oxide     | Phần trăm |
| --------- | --------- |
| SiO2      | 59,71     |
| Al2O3     | 15,41     |
| CaO       | 4,90      |
| MgO       | 4,36      |
| Na2O      | 3,55      |
| FeO       | 3,52      |
| K2O       | 2,80      |
| Fe2O3     | 2,63      |
| H2O       | 1,52      |
| TiO2      | 0,60      |
| P2O5      | 0,22      |
| Tổng cộng | 99,22     |

Các mảng của lớp vỏ Trái Đất, theo thuyết kiến tạo mảng.

Tất cả các thành phần khác chỉ có rất ít và chúng chiếm không tới 1%.